# Англосаксонська модель

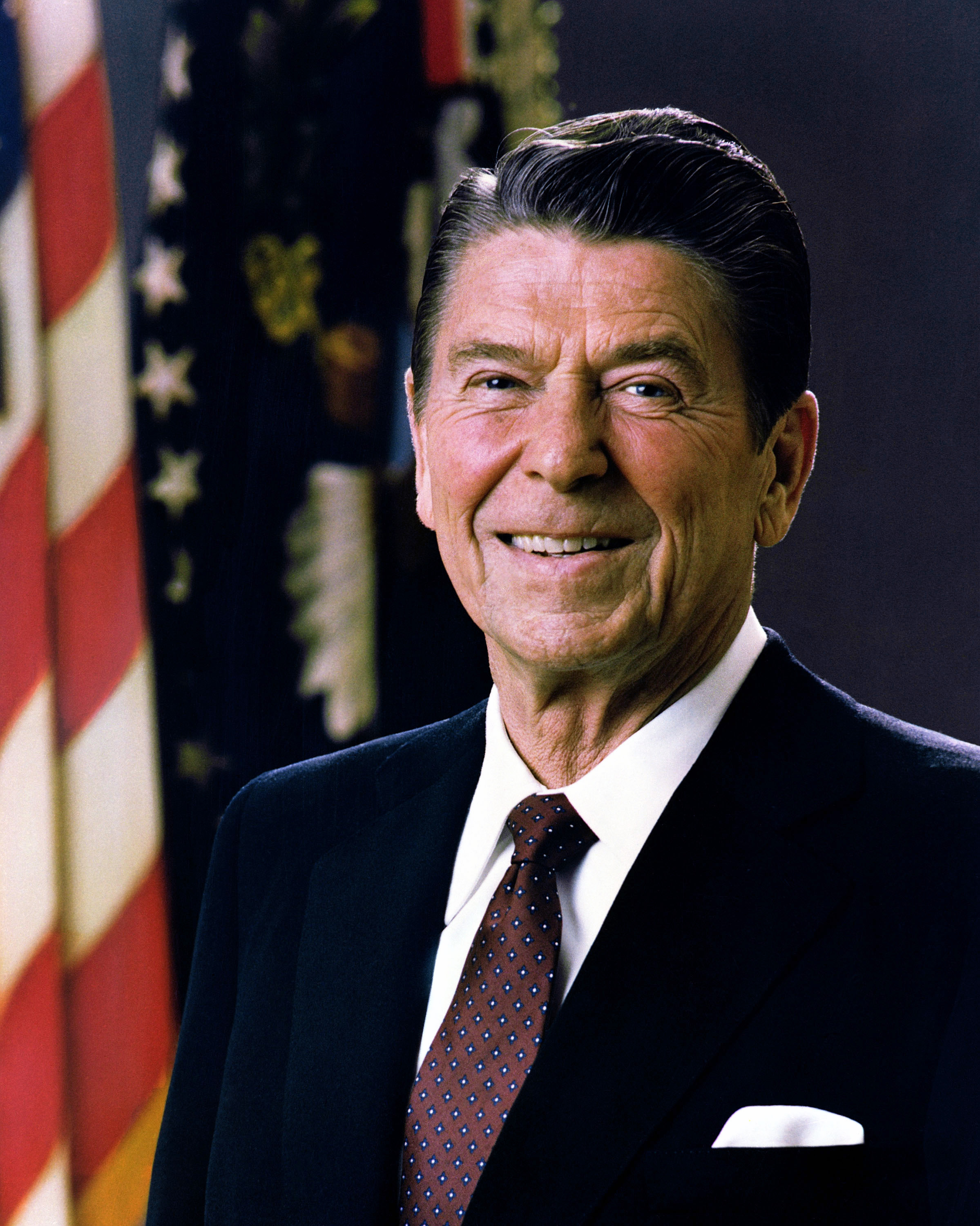
Практик англосаксонської концепції — Рональд Рейган

Англосаксонська модель (англ. Anglo-Saxon model) вважається економічно ліберальною (капіталістичною) моделлю, яка виникла в 1970-х роках на основі Чиказької школи економіки. До головних характеристик цієї моделі включають низький рівень регулювання та оподаткування, при цьому державний сектор надає мінімальні послуги. Це також означає міцні права приватної власності, дотримання контрактів і загальну простоту ведення бізнесу, а також низькі бар’єри для вільної торгівлі. 
Виникла в 1980-х роках у Сполучених Штатах як проект форми економіки тодішнього президента Рональда Рейгана (названа рейганомією), і підкріплена у Сполученому Королівстві тодішнім прем’єр-міністром Маргарет Тетчер (названа тетчеризмом). Хоча, походження сягає ще XVIII століття у Сполученому Королівстві та ідей економіста-класика Адама Сміта. 
На відміну від скандинавської та німецької моделей економіки, які балансують на межі центризму—лівоцентризму, англосаксонська модель акцентує увагу на лібералізації економіки та більший акцент на соціальну ієрархію ніж на соціальну рівність (перехід від центризму до правоцентризму).
Називається так тому, що модель практикується в англійськомовних країнах, таких як Сполучене Королівство, США, Канада, Нова Зеландія, Австралія та Ірландія)

## Розбіжності щодо сенсу
Прихильники терміну «англосаксонська економіка» стверджують, що економіки цих країн нині настільки тісно пов’язані між собою за своєю ліберальною та вільною ринковою орієнтацією, що їх можна вважати такими, що мають специфічну макроекономічну модель. Однак ті, хто не погоджується з використанням цього терміну, стверджують, що економіки цих країн так само відрізняються одна від одної, як і від так званих « капіталістичних » економік Північної та континентальної Європи.
Англосаксонську модель капіталізму зазвичай протиставляють континентальній моделі капіталізму, відомої як Рейнський капіталізм, соціальна ринкова економіка або німецька модель, але вона також протиставлена північноєвропейським моделям капіталізму, які зустрічаються в скандинавських країнах, званих скандинавська модель. Основною відмінністю цих економік від англосаксонської є сфера дії прав на колективні переговори та корпоративна політика. Відмінності між англосаксонськими економіками ілюструють оподаткування та держава добробуту. Сполучене Королівство має значно вищий рівень оподаткування, ніж Сполучені Штати. Більше того, Сполучене Королівство витрачає набагато більше, ніж Сполучені Штати, на державу добробуту у відсотках від ВВП, а також витрачає більше, ніж Іспанія, Португалія чи Нідерланди. Цей показник витрат все ще значно нижчий, ніж у Франції чи Німеччини.
У північній континентальній Європі більшість країн використовують моделі змішаної економіки, які називаються рейнським капіталізмом (сучасний термін, який використовується особливо для макроекономіки Німеччини, Франції, Бельгії та Нідерландів), або її близький родич — скандинавська модель (яка відноситься до макроекономіки Данії, Ісландії, Норвегії, Швеції та Фінляндії).
Дебати серед економістів щодо того, яка економічна модель краща, точиться навколо перспектив, пов’язаних із бідністю, незахищеністю роботи, соціальними послугами та нерівністю. Взагалі кажучи, прихильники англосаксонської моделі стверджують, що більш лібералізована економіка забезпечує більший загальний добробут, тоді як захисники континентальних моделей заперечують, що вони породжують меншу нерівність і меншу бідність на найнижчому рівні.
Підйом Китаю звернув увагу на актуальність альтернативної економічної моделі, яка сприяла розвитку економіки Китаю протягом тридцяти років з моменту її відкриття в 1978 році. Соціалістична ринкова економіка або система, заснована на так званому « соціалізмі з китайською специфікою».  Впевнений у собі Китай все частіше пропонує його як альтернативну модель розвитку англосаксонській моделі для країн з ринковою економікою в Африці та Азії.

## Історія англосаксонської моделі
Англосаксонська модель виникла в 1970-х роках Чиказької школи економіки. Повернення до економічного лібералізму в англосаксонських країнах пояснюється нездатністю кейнсіанського управління економікою контролювати стагфляцію в 1970-х і на початку 1980-х років. Англосаксонська модель була побудована на основі ідей Фрідмана та економістів Чиказької школи. і загальноприйнята мудрість докейнсіанських, ліберальних економічних ідей, які стверджували, що успіх у боротьбі з інфляцією залежить від управління грошовою масою, водночас ефективності використання ресурсів, і що необмежені ринки є найбільш ефективними для цієї мети боротьби з інфляцією.
До кінця 1970-х років британська повоєнна економічна модель зазнала проблем. Після того, як лейбористи не змогли вирішити проблеми, консерваторам Маргарет Тетчер було доручено повернути британський економічний занепад. Під час другого терміну перебування Тетчер на посаді характер британської економіки та її суспільства почали змінюватися. Маркетизація, приватизація та навмисне зменшення залишків післявоєнної соціал-демократичної моделі – все це зазнало впливу американських ідей.  Епоха Тетчер відродила британське соціальне та економічне мислення, вона не вносила повний імпорт американських ідей і практик. Тому британський зсув вправо не викликав реального зближення з американськими соціально-економічними нормами. Однак з часом британський підхід, що європейські економіки повинні бути натхненні успіхом Сполучених Штатів, створив ідеологічну близькість зі Сполученими Штатами. Після процесу перенесення політики зі Сполучених Штатів стало очевидним, що формується характерна англосаксонська економічна модель.

## Типи англосаксонських економічних моделей
На думку деяких дослідників, не всі моделі ліберальної економіки створюються однаково. Існують різні підтипи та варіації серед країн, які практикують англосаксонську модель. Однією з цих варіацій є неокласичний економічний лібералізм, який проявляється в американській та британській економіці. Основне припущення цієї варіації полягає в тому, що притаманний егоїзм індивідів переноситься саморегулюючим ринком у загальне економічне благополуччя, відоме як невидима рука. У неокласичному економічному лібералізмі конкурентний ринок повинен функціонувати як врівноважуючий механізм, який забезпечує як економічний добробут, так і розподільну справедливість. Однією з головних цілей економічного лібералізму в Сполучених Штатах і Великій Британії, на яку суттєво вплинули ідеї Фрідріха Гаєка, є те, що уряд повинен регулювати економічну діяльність; але держава не повинна залучатися як економічний діяч.
Інший варіант економічного лібералізму — «збалансована модель» або «ордолібералізм» (концепція походить від поняття «ordo», латинського слова «порядок»). Ордолібералізм означає ідеальну економічну систему, яка була б краще впорядкованою, ніж економіка laissez-faire, яку підтримують класичні ліберали. Після краху фондового ринку 1929 року та Великої депресії інтелектуали німецької Фрайбурзької школи стверджували, що для забезпечення ефективного функціонування ринку уряд має взяти на себе активну роль, підкріплену потужною правовою системою та відповідною нормативною базою. Вони стверджували, що без сильного уряду приватні інтереси підірвали б конкуренцію в системі, яка характеризується відмінностями у відносній владі. Ордоліберали вважали, що лібералізм (свобода індивідів конкурувати на ринках) і laissez-faire (свобода ринків від державного втручання) слід розділити. Вальтер Ойкен, батько-засновник і один з найвпливовіших представників Фрайбурзької школи, засудив класичний лібералізм laissez-faire за його «натуралістичну наївність». Ойкен стверджує, що ринок і конкуренція можуть існувати лише в тому випадку, якщо економічний порядок створює сильна держава. Влада уряду має бути чітко визначена, але у своїй сфері, де держава відіграє роль, держава має бути активною та могутньою. Для ордолібералів правильний тип уряду є вирішенням проблеми. Александер Рустов стверджував, що уряд повинен утримуватися від надмірної участі в ринках. Він був проти протекціонізму, субсидій чи картелів. Однак він запропонував дозволити обмежене інтервенціонізм до тих пір, поки він йде «у напрямі ринкових законів». Інша відмінність двох варіацій полягає в тому, що ордоліберали бачили головного ворога вільного суспільства в монополіях, а не в державі. Важко емпірично показати прямий вплив історії ордолібералізму на Австралію чи Канаду. Однак економічний лібералізм в Австралії та Канаді нагадує німецький ордолібералізм набагато більше, ніж неокласичний лібералізм США та Великої Британії. Різні інтерпретації англосаксонської економічної школи і, особливо, різні обґрунтування та уявлення про державне втручання в економіку призвели до розбіжностей у політиці в цих країнах. Потім ця політика продовжилась і вплинула на відносини між державним і приватним секторами. Наприклад, у Сполучених Штатах держава встановлює значно нижчі податкові ставки, ніж у Сполученому Королівстві. Крім того, уряд Сполученого Королівства інвестує більше грошей у програми соціального забезпечення та соціальні послуги, ніж уряд Сполучених Штатів.